# SC 1911 Großröhrsdorf
SC 1911 Großröhrsdorf is een Duitse voetbalclub uit Großröhrsdorf, uit de deelstaat Saksen.

## Geschiedenis
De club werd in 1911 opgericht en sloot zich aan bij de Midden-Duitse voetbalbond. De club speelde na de oorlog in de Kreisliga Ostsachsen en promoveerde in 1922 naar de tweede klasse. De club werd vijfde op zeven clubs in 1923. Na dat jaar werd de Kreisliga ontbonden en werd de Gauliga Oberlausitz heringevoerd als hoogste klasse. Doordat geen enkele club uit de regio in de Kreisliga speelde promoveerden bijna alle clubs. Na een voorlaatste plaats werd de club drie jaar op rij derde. Nadat de club in 1929 nog de vierde plaats behaalde trokken ze zich om een onbekende reden terug uit de competitie, maar keerde wel een seizoen later terug. 
In 1932 werd de club vicekampioen achter Budissa Bautzen. Ook het volgende seizoen werd de vicetitel behaald. Na dit seizoen werd de competitie grondig geherstructureerd. Omdat de competitie van Opper-Lausitz te licht bevonden werd mocht geen team direct starten in de Gauliga Sachsen. De nummer één en twee gingen in de Bezirksklasse spelen en na één seizoen degradeerde de club. De club slaagde er niet meer in te promoveren naar de tweede klasse. In 1942 ging de club een tijdelijke fusie aan om oorlogsredenen met Bischofswerda 08.
Na de Tweede Wereldoorlog werd de club heropgericht als SG Großröhrsdorf. In 1951 werd de club overgenomen door een BSG en werd zo BSG Turbine Großröhrsdorf. In 1955 promoveerde de club naar de Bezirksliga Dresden, toen de vierde klasse en speelde daar tot 1958 en opnieuw van 1959 tot 1962. Hierna speelde de club lange tijd in de Bezirksklasse dat vanaf 1963 de vierde klasse werd en degradeerde daar in 1977. De club werd de volgende jaren een liftploeg tussen Bezirks- en Kreisklasse en speelde vanaf 1985 weer aan één stuk in de Bezirksklasse.
Na de Duitse hereniging werd op 3 juni 1990 terug de historische naam aan. Ter ere van het 90-jarig bestaan speelde de club in 2001 een galawedstrijd tegen Energie Cottbus uit de Bundesliga, Cottbus won voor 2500 toeschouwers in het Rödertalstadion met 11:0.